# Shravana laminata
Espèce
Synonymes
- Ideobisium laminatus With, 1906

Shravana laminata est une espèce de pseudoscorpions de la famille des Ideoroncidae.

## Distribution
Cette espèce est endémique de Thaïlande. Elle se rencontre vers Ko Chang.

## Description
Le mâle décrit par Harvey en 2016 mesure 2,60 mm et la femelle 2,90 mm.

## Systématique et taxinomie
Cette espèce a été décrite sous le protonyme Ideobisium laminatus par With en 1906. Elle est placée dans le genre Shravana par Chamberlin en 1930.

## Publication originale
- With, 1906 : The Danish expedition to Siam 1899-1900. III. Chelonethi. An account of the Indian false-scorpions together with studies on the anatomy and classification of the order. Oversigt over det Konigelige Danske Videnskabernes Selskabs Forhandlinger, sér. 7, vol. 3, p. 1-214 (texte intégral).